# Valsebotjärnet
Valsebotjärnet är en sjö i Dals-Eds kommun i Dalsland och ingår i Göta älvs huvudavrinningsområde. Sjön är 17 meter djup, har en yta på 0,316 kvadratkilometer och befinner sig 145,2 meter över havet.

## Delavrinningsområde
Valsebotjärnet ingår i det delavrinningsområde (655557-127880) som SMHI kallar för Utloppet av Grundsjön. Medelhöjden är 162 meter över havet och ytan är 13,19 kvadratkilometer. Det finns inga avrinningsområden uppströms utan avrinningsområdet är högsta punkten. Vattendraget som avvattnar avrinningsområdet har biflödesordning 4, vilket innebär att vattnet flödar genom totalt 4 vattendrag innan det når havet efter 295 kilometer. Avrinningsområdet består mestadels av skog (82 procent). Avrinningsområdet har 1,51 kvadratkilometer vattenytor vilket ger det en sjöprocent på 11,5 procent.